# Alexander Löffler (Schauspieler)
Alexander „Alex“ Löffler (* 4. Januar 1993 in Hamburg) ist ein deutscher Schauspieler.

## Leben
Sein Filmdebüt feierte Löffler 2001 in einer Episode der Fernsehserie St. Angela. Es folgten in den nächsten Jahren weitere Besetzungen in einzelnen Episoden diverser deutscher Fernsehserien und Fernsehfilmen. Von 2003 bis 2004 verkörperte Löffler die Rolle des Moritz Danert in der Kinderserie Die Kinder vom Alstertal. In der NDR-Fernsehproduktion war er in insgesamt 15 der 52 Episoden zu sehen. Anschließend wirkte er in den nächsten Jahren bis einschließlich 2009 in verschiedenen Fernsehproduktionen mit.

## Filmografie
- 2001: St. Angela (Fernsehserie, Episode 8x07)
- 2002: Doppelter Einsatz (Fernsehserie, Episode 8x03)
- 2002: Die Cleveren (Fernsehserie, Episode 4x02)
- 2002: Verliebt auf Bermuda (Fernsehfilm)
- 2003: Tatort: Mietsache
- 2003–2004: Die Kinder vom Alstertal (Fernsehserie, 15 Episoden)
- 2004: Der Ferienarzt (Fernsehserie, Episode 1x03)
- 2004: Der Ermittler (Fernsehserie, Episode 4x05)
- 2004: Die Rettungsflieger (Fernsehserie, Episode 8x03)
- 2007: Mütter Väter Kinder (Fernsehfilm)
- 2009: Da kommt Kalle (Fernsehserie, Episode 3x03)